# Гас-маска
Гас-маска је средство за заштиту човјека (лица, очију , респираторног, дигестивног и нервног система) од радиолошке, хемијске и биолошке контаминације гасовима, паром, чврстим и течним агенсима и честицама прашине. Користи се у мирнодопским и ратним условима. Формацијски је обавезна у заштити од хемијских удеса у превозу опасних материја и индустрији, у гашењу пожара, у полицијским и војним снагама. Обавезан је дио појединачне опреме сваког ватрогасца, полицајца и војника. Поставља се на главу. Анатомски је обликована лицу и захваљујући својој флексибилности се помоћу затезних врпци, једноставно примјерава сваком појединачном облику главе, штитећи херметички лице, очи, нос и уста од спољних утицаја. Само са посебним додацима штити и од угљен-моноксида. Уколико кожа главе није физички заштићена, кожа апсорбује отровне агенсе и тако контаминише организам.
Отровни материјал у ваздуху може бити нека врста отровног гаса (нпр. хлор који је коришћен у Првом светском рату) или честица (биолошки агенси, односно биолошко оружје као што су вируси, бактерије и отрови). Већина гас-маски пружа заштиту против оба типа отровног материјала.
У Великој Британији, током Другог светског рата, због ограниченог броја гас-маски, ношење истих је постало ствар престижа и помодарства, па су људи носили гас-маске и приликом обављања редовних активности, одласка у паб или шетњу.

## Историја
Према часопису Popular Mechanics, у Античкој Грчкој сунђер је коришћен као гас-маска."
Претечу модерне гас-маске измислио је 1847. Луис Хаслет. Овај уређај је омогућавао дисање на нос и уста инхалирањем ваздуха кроз филтер у облику сијалице и вентила за издисај ваздуха назад у атмосферу.
У Краљевини Југославији гас-маске су се производиле у погону "Небојша" у Борову.

## Занимљивости
У војсци се на команду "Отрови" брзо ставља маска на лице и наставља са обављањем предвиђених активности.

## Обука и ергономија
Нажалост, смањење ризика од удисања загађења ваздуха повезано је са негативним утицајем на запосленог. Изложеност угљен-диоксиду може премашити ограничење професионалне изложености (0,5 вол.% / 9 грама на 1 м3 у 8-часовној смени; 1,4% / 27 грама по 1 м3 са експозицијом од 15 минута) много пута премашују: Просечне вредности за гас-маску - до 2,6%; еластомерне гас-маске - до 2,6%; маска филтера - до 3,5%.
Дакле, код дуготрајне употребе главобоље; могу се јавити дерматитис и акне. Британски приручник препоручује употребу респиратора до 1 сата.
За правилан избор и правилну примену против гасова у индустрији, стручњаци су написали уџбенике.
| Помагала за одабир и употребу респиратора | Помагала за одабир и употребу респиратора | Помагала за одабир и употребу респиратора | Помагала за одабир и употребу респиратора | Помагала за одабир и употребу респиратора                                                                                    | Помагала за одабир и употребу респиратора                                                                                   |
| Цоунтри                                   | Језик                                     | Година                                    | Број страна                               | Организација | Наставна средства |
| ----------------------------------------- | ----------------------------------------- | ----------------------------------------- | ----------------------------------------- | --- | --- |
| САД                                       | Енглески језик                            | 1987                                      | 305                                       | Национални институт за заштиту на раду (National Institute for Occupational Safety and Health, NIOSH)                        | NIOSH Guide to Industrial Respiratory Protection                                                                            |
| САД                                       | Енглески језик                            | 2005                                      | 32                                        | Национални институт за заштиту на раду (National Institute for Occupational Safety and Health, NIOSH)                        | NIOSH Respirator Selection Logic                                                                                            |
| САД                                       | Енглески језик                            | 1999                                      | 120                                       | Национални институт за заштиту на раду (National Institute for Occupational Safety and Health, NIOSH)                        | TB Respiratory Protection Program In Health Care Facilities                                                                 |
| САД                                       | Енглески језик                            | 2017                                      | 48                                        | Pesticide Educational Resources Collaborative (PERC)                                                                         | Respiratory Protection Guide. Requirements for Employers of Pesticide Handlers                                              |
| САД                                       | Енглески језик и Шпански језик            | -                                         | -                                         | Управа за безбедност и здравље на раду - Америчко министарство рада (OSHA)                                                   | Respiratory Protection eTool                                                                                                |
| САД                                       | Енглески језик                            | 2011                                      | 124                                       | Occupational Safety and Health Administration (OSHA)                                                                         | Small Entity Compliance Guide for the Respiratory Protection Standard (избор и употреба респиратора у малим организацијама) |
| САД                                       | Енглески језик                            | 2015                                      | 96                                        | Occupational Safety and Health Administration (OSHA)                                                                         | Hospital Respiratory Protection Program Toolkit                                                                             |
| САД                                       | Енглески језик                            | 2012                                      | 54                                        | Occupational Safety and Health Administration (OSHA), јединица за управљање Северне Каролине                                 | A Guide to Respiratory Protection                                                                                           |
| САД                                       | Енглески језик                            | 2014                                      | 44                                        | Occupational Safety and Health Administration (OSHA), јединица за управљање Орегон                                           | Breathe Right! Oregon OSHA’s guide developing a respiratory protection program for small-business owners and managers       |
| САД                                       | Енглески језик                            | 2016                                      | 32                                        | Occupational Safety and Health Administration (OSHA), јединица за управљање Орегон                                           | Air you breathe: Oregon OSHA's respiratory protection guide for agricultural employers                                      |
| САД                                       | Енглески језик                            | 2014                                      | 38                                        | Occupational Safety and Health Administration (OSHA), јединица за управљање Орегон                                           | Respiratory Protection |
| САД                                       | Енглески језик                            | 2017                                      | 51                                        | Occupational Safety and Health Administration (OSHA), јединица за управљање Калифорнија                                      | Respiratory Protection in the Workplace                                                                                     |
| САД                                       | Енглески језик                            | 2001                                      | 166                                       | Nuclear Regulatory Commission (NRC, САД)                                                                                     | Manual of Respiratory Protection Against Airborne Radioactive Material                                                      |
| Сједињене Америчке Државе                 | Енглески језик                            | 1986                                      | 173                                       | National Institute for Occupational Safety and Health (NIOSH) и Agencija za zaštitu životne sredine Sjedinjenih Država (EPA) | A guide to respiratory protection for the asbestos abatement industry                                                       |
| Канада                                    | Француски језик                           | 2013, 2002                                | 60                                        | Institut de recherche Robert-Sauve en sante et en securite du travai (IRSST)                                                 | Guide pratique de protection respiratoire                                                                                   |
| Канада                                    | Енглески језик                            | 2015                                      | -                                         | Institut de recherche Robert-Sauve en sante et en securite du travai (IRSST)                                                 | A support tool for choosing respiratory protection against bioaerosols                                                      |
| Канада                                    | Француски језик                           | 2015                                      | -                                         | Institut de recherche Robert-Sauve en sante et en securite du travai (IRSST)                                                 | Un outil d’aide a la prise de decision pour choisir une protection respiratoire contre les bioaerosols                      |
| Француска                                 | Француски језик                           | 2017                                      | 68                                        | Institut National de Recherche et de Securite (INRS)                                                                         | Les appareils de protection respiratoire                                                                                    |
| Њемачка                                   | Немачки језик                             | 2011                                      | 174                                       | Spitzenverband der gewerblichen Berufsgenossenschaften und der Unfallversicherungsträger der öffentlichen Hand (DGUV)        | BGR/GUV-R 190. Benutzung von Atemschutzgeriten                                                                              |
| Уједињено Краљевство                      | Енглески језик                            | 2013                                      | 59                                        | The Health and Safety Executive (HSE)                                                                                        | Respiratory protective equipment at work                                                                                    |
| Уједињено Краљевство                      | Енглески језик                            | 2016                                      | 29                                        | The UK Nuclear Industry Good PracIndustry Radiological Protection Coordination Group (IRPCG)                                 | The UK Nuclear Industry Radiological Protection Coordination Group                                                          |
| Република Ирска                           | Енглески језик                            | 2010                                      | 19                                        | The Health and Safety Authority (HSA)                                                                                        | A Guide to Respiratory Protective Equipment                                                                                 |
| Нови Зеланд                               | Енглески језик                            | 1999                                      | 51                                        | Occupational Safety and Health Service (OSHS)                                                                                | A guide to respiratory protection                                                                                           |
| Чиле                                      | Шпански језик                             | 2009                                      | 40                                        | Instituto de Salud Publica de Chile (ISPCH)                                                                                  | Guia para la seleccion y control de proteccion respiratoria                                                                 |
| Шпанија                                   | Шпански језик                             | -                                         | 16                                        | Instituto Nacional de Seguridad, Salud y Bienestar en el Trabajo (INSHT)                                                     | Guia orientativa para la seleccion y utilizacion de protectores respiratorios                                               |
| Италија                                   | Италијански језик                         | -                                         | 64                                        | „Sabbatini Consulting“ | Guida alla scelta e all'uso degli apparecchi di protezione delle vie respiratorie                                           |
| Холандија                                 | Холандски језик                           | 2001                                      | 88                                        | Nederlandse Vereniging voor Arbeidshygiëne                                                                                   | Selectie en Gebruik van Ademhalingsbeschermingsmiddelen                                                                     |